# Inetkaes
Inetkaes (fl. XXVII secolo a.C.) è stata una principessa egizia della terza dinastia dell'Antico Regno dell'Antico Egitto. Fu figlia unica di Djoser e Hotephirnebty, e nipote di Khasekhemui e Nimaathap..
| ini | n · t | k · s |

| ini | n · t | k · s |

È menzionata sulle stele che circonda la piramide a gradoni di Djoser (steli che ora si trovano in vari musei), ed è raffigurata su un rilievo trovato a Eliopoli (il rilievo si trova ora a Torino), rilievo che mostra il Faraone sul trono accompagnato da figure più piccole di Inetkaes e Hetephernebti.